# どんぐりコーヒー

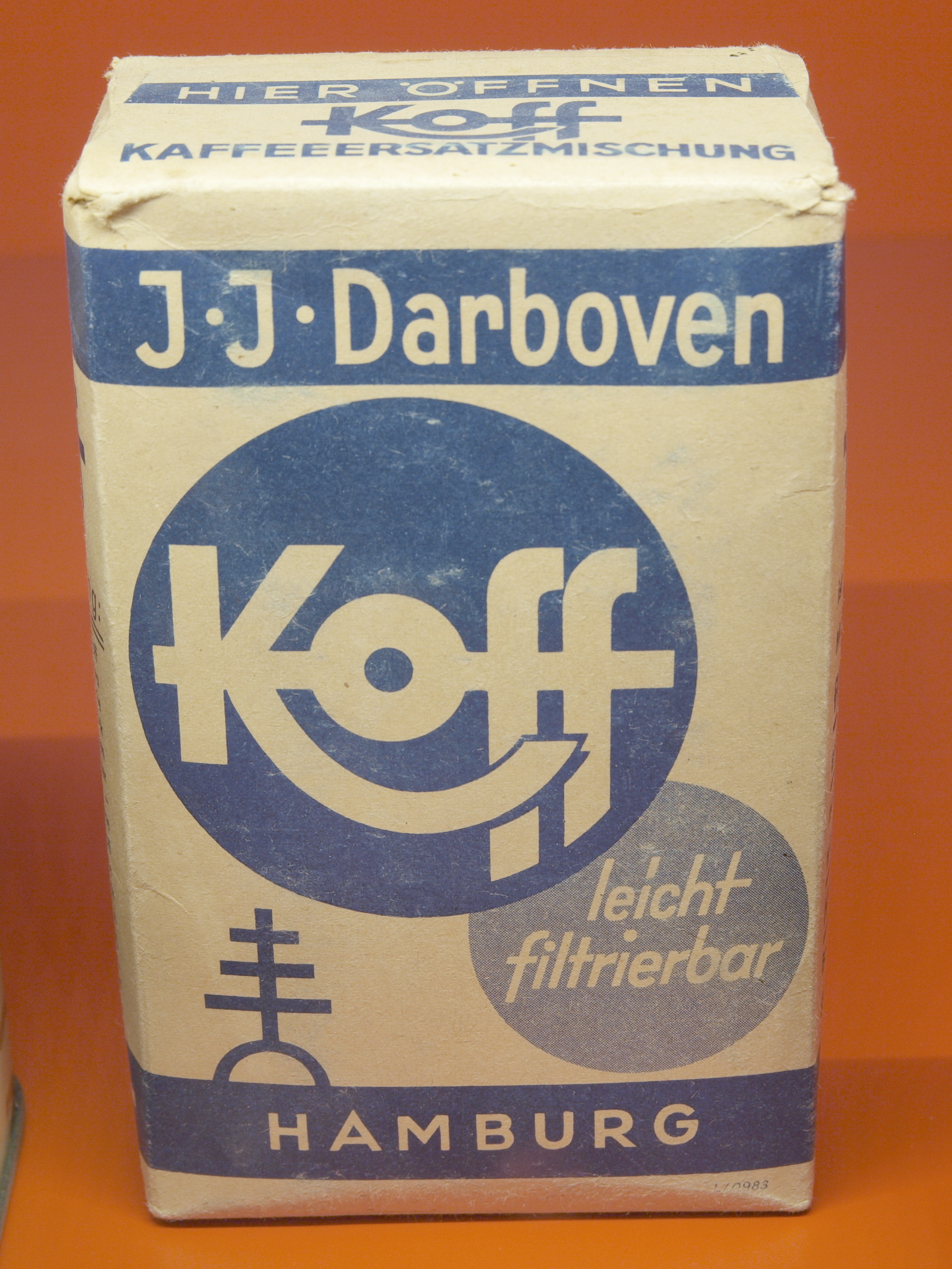
ドングリが含まれる代用コーヒー「Koff」（J.J. Darboven社製、ドイツ、20世紀中頃）

どんぐりコーヒーとは、ドングリを材料にした飲料である。代用コーヒーの一種。
作り方は、ドングリの渋みの基のタンニンを抜くのに流水にさらしたり、水に浸けたりし、その後、天日に干し、乾燥したものを煎ったり、ローストして、コーヒーとして用いる。

## 歴史
プロイセン王国（現ドイツ）はコーヒーの産地に植民地を持っておらず、18世紀にコーヒーの消費が増加し外貨が減っていくため、フリードリヒ大王は、1777年9月13日にコーヒーの禁止令を布告、更に1781年には「王室以外でのコーヒーの焙煎を禁止」し、不法焙煎の取り締まりが行われた。そのため、代用コーヒー産業が発展し、代用コーヒーの材料の中にドングリが登場した。ドイツではその後のナポレオン1世による大陸封鎖でも、ドングリなどの代用コーヒーが飲まれた。アメリカ合衆国では南北戦争の頃にもドングリの代用コーヒーが登場している。
さらに、ドングリの代用コーヒーは第二次世界大戦のドイツと日本とで飲まれている。
21世紀には、ドングリの代用コーヒー、又は、ドングリも含んだ穀物コーヒーが市販されている。
日本の長野県安曇野市では、妊娠した女性がコーヒーの代用品を探してドングリを用い、後に、どんぐりコーヒーとして市販するまでなった。